# Giovanni Battista Belzoni
Giovanni Battista Belzoni noto anche come "il Grande Belzoni" (Padova, 5 novembre 1778 – Gwato, 3 dicembre 1823) è stato un esploratore, ingegnere e pioniere dell'archeologia italiano.
È considerato una delle figure di primo piano dell'egittologia mondiale, nonostante appartenesse a una fase ancora immatura di tale disciplina.

## Biografia

### Infanzia e gioventù
Giovanni Battista Belzoni nacque nel 1778 a Padova, a quel tempo facente parte della Repubblica di Venezia. Il vero cognome era Bolzon, in seguito cambiato in Belzoni. Cominciò a lavorare molto giovane come barbiere nella bottega del padre. A 16 anni, nell'età dell'adolescenza, si trasferì a Roma, dove studiò ingegneria idraulica e, affascinato dalle rovine della capitale, si avvicinò al mondo dell'archeologia. A Roma si fece monaco, ma la calata delle truppe napoleoniche lo convinse a rinunciare ai voti e a rivolgere le proprie attenzioni a quella che sin da bambino era stata una sua grande passione: i viaggi.

### La passione per i viaggi
Il primo viaggio di Belzoni fu a Parigi, dove non ebbe molto successo come venditore di oggetti sacri e ben presto tornò a Padova. Il secondo viaggio ebbe come meta i Paesi Bassi dove, a contatto con le forze di occupazione francesi, approfondì le sue conoscenze di idraulica. Quando rientrò a Padova, forte delle esperienze all'estero e dell'eccezionale prestanza fisica, ebbe un discreto successo che subito attirò delle gelosie. Invischiato nei disordini politici che seguirono l'occupazione napoleonica, finì nei guai e, per evitare di essere imprigionato, riprese a viaggiare. Partì insieme al fratello, arrivarono in Olanda e da lì in Inghilterra nel 1803.

### In Inghilterra
Oltremanica rimase nove anni; sarebbe diventata la sua seconda patria, tanto che arrivò a prendere la cittadinanza dell'allora Regno Unito di Gran Bretagna e Irlanda. Si sposò con Sarah, con cui condivideva l'amore per i viaggi e che l'avrebbe accompagnato in quasi tutte le sue avventure. Il cognome da nubile di Sarah e il suo luogo di nascita non sono certi, ma Curtis afferma che era nativa di Bristol e che si sposò molto giovane.
Si guadagnò da vivere sfruttando la sua notevole stazza (era alto due metri) e la sua forza erculea, lavorando come "uomo forzuto" con il nome di "Patagonian Samson" ("Sansone Patagonico") al teatro Sadler's Wells e al circo Astley di Londra; il pezzo forte del suo spettacolo giungeva quando, caricatosi sulle spalle una specie di giogo, arrivava a sostenere da solo una piramide umana costituita da dieci persone e a portarla in giro per il palco. In seguito, portò questo spettacolo in tutto il paese, unitamente a un sistema di fontane che creavano un originale gioco d'acqua mosse da una macchina idraulica di sua invenzione, riscuotendo un discreto successo.
In Inghilterra fu accolto in una loggia massonica e ottenne l'alto grado di "Cavaliere Templare".
La principale fonte di notizie biografiche su di lui è il giovane irlandese James Curtis, la persona che trascorse più tempo coi Belzoni, assunto come inserviente domestico e interprete di lingue orientali, il quale seguì Belzoni dalla casa di Londra, dove viveva, in Egitto e in Etiopia (riproduzione della tomba di Seti I), per poi ritornare in patria.
Dal 1820 al settembre 1821, i Belzoni alloggiarono al n. 4 di Downing Street, poi 5, dove la moglie ritornò a vivere nel giugno 1824, dopo la morte di Giovanni Battista.

### Di nuovo in viaggio
Dopo aver girovagato a lungo in Inghilterra, fu preso dalla nostalgia dei grandi viaggi e decise di esibirsi anche all'estero e, dopo una serie di spettacoli in Spagna, Portogallo e Sicilia, approdò a Malta. Qui conobbe Ismael Gibraltar, un emissario di Mehmet Ali, il pascià (chedivè) d'Egitto, che era a quei tempi una provincia dell'Impero ottomano. Venne a sapere che nel paese africano si stava per intraprendere un nuovo programma agricolo che comprendeva grandi lavori di irrigazione. Belzoni partì subito, sicuro di raggiungere il successo con i suoi progetti idraulici.

### In Egitto
Sbarcò ad Alessandria d'Egitto il 9 giugno 1815, accompagnato dalla moglie e da un servitore irlandese, mentre era in corso un'epidemia di peste. Appena poté, raggiunse Il Cairo, dove rimase estasiato dalle bellezze archeologiche, una passione che gli era rimasta dopo gli anni trascorsi a Roma:
(Giovanni Battista Belzoni sulla sua prima visita ai siti archeologici)

Fu affascinato anche dalla cultura e dalle tradizioni locali, così diverse da quelle europee. Fece conoscenza con Bernardino Drovetti, un piemontese divenuto console generale di Francia, nonché esploratore e collezionista di antichità, che gli facilitò l'accesso alla corte del pascià. Conobbe anche il grande esploratore svizzero Johann Ludwig Burckhardt, i cui consigli lo avrebbero guidato negli anni successivi, nonché il nuovo console generale britannico Henry Salt, un altro egittologo che sarebbe diventato grande rivale di Drovetti nella corsa alle scoperte archeologiche. Strinse amicizia con un altro esploratore italiano, il genovese Giovanni Battista Caviglia, noto per i suoi scavi e le sue ricerche sulla sfinge di Giza. Il carisma e la capacità persuasiva di quest'ultimo lo affascinarono e gli furono da esempio. Riuscì finalmente a farsi ricevere anche dal pascià in persona, il quale si dichiarò inizialmente interessato al progetto della sua macchina, ma che in seguito rifiutò l'offerta, non essendo stato soddisfatto della dimostrazione che ne seguì.

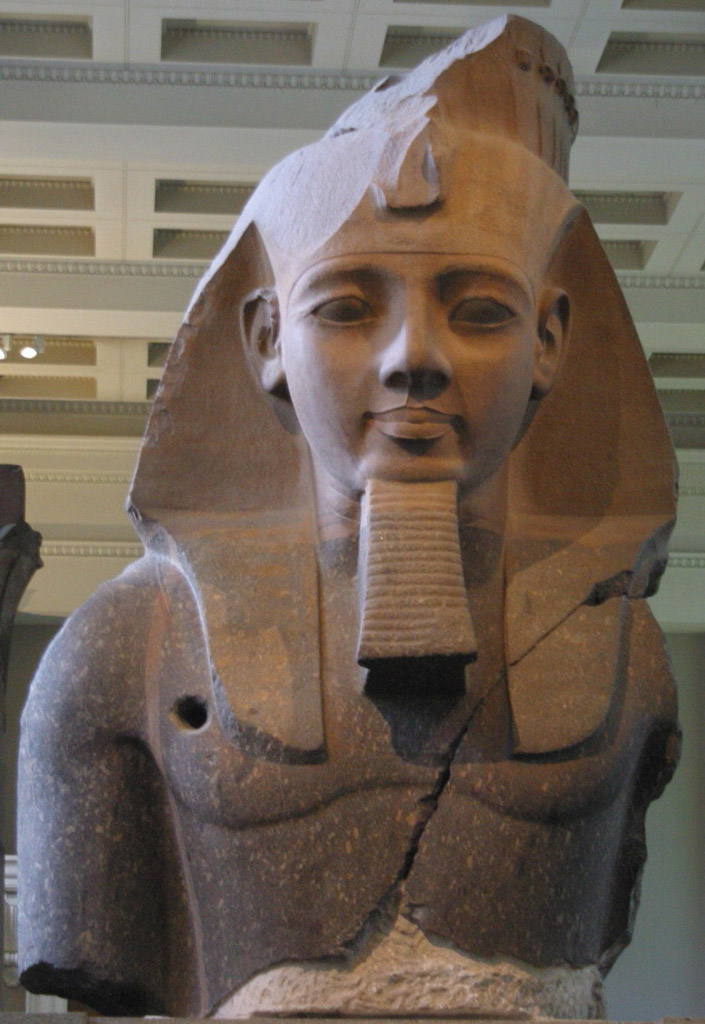
Il busto colossale, noto come Giovane Memnone, di Ramses II al British Museum di Londra

### Primo viaggio archeologico (30 giugno 1816 - 15 dicembre 1816)
Belzoni rimase molto deluso, poiché questo progetto gli era costato un anno di lavoro e molti soldi, ma non si perse d'animo; aveva già sentito parlare di un grande progetto da Salt e Burckhardt, quindi chiese e ottenne che l'esecuzione dello stesso fosse affidata a lui. Si trattava di trasportare un colossale busto in pietra pesante oltre sette tonnellate e alto più di due metri e mezzo dal Ramesseum, che si trova nella piana di Deir el-Bahari nei pressi dell'antica Tebe (l'odierna Luxor) fino alla riva al Nilo che distava circa 1 200 metri. Il busto era chiamato erroneamente Giovane Memnone (un mitologico re etiope nipote del re troiano Priamo), ma si scoprì in seguito che raffigurava il faraone Ramses II. Sarebbe poi venuta un'imbarcazione per trasportarlo al British Museum di Londra. L'accordo raggiunto con Salt gli costò l'amicizia con il connazionale Drovetti.
(Giovanni Battista Belzoni)
Il 30 giugno 1816 salpò dal porto del Cairo. Dopo aver superato enormi difficoltà, il 27 luglio 1816, con 80 uomini del posto, cominciò il lavoro. Costruì una rudimentale slitta e aiutandosi con quattro leve riuscì in soli quindici giorni a trasportare l'imponente busto in riva al fiume, riuscendo nell'impresa che era stata tentata invano dai francesi durante l'occupazione napoleonica di pochi anni prima.
Fino a quel momento era stato più un trasportatore che un archeologo, ma la vicinanza diretta agli scavi e le notti passate nel tempio l'avevano infiammato. Ruppe gli indugi e in attesa che arrivasse la nave per il trasporto del colosso, si imbarcò per il sud, giungendo al tempio di Abu Simbel, scoperto da Burckhardt pochi anni prima, il quale però non era riuscito ad accedervi. Ci volle provare lui ma, dopo sette giorni di inutili tentativi, a corto di viveri e di soldi, prese la via del ritorno verso Luxor, fermandosi sull'isola di File al tempio di Iside vicino ad Assuan, dove prese possesso per conto del consolato britannico di un obelisco con iscrizioni perfettamente conservato, che sarebbe stato in seguito importante per la decifrazione della scrittura geroglifica. Tornò a Luxor, dove fece in tempo, prima di imbarcarsi col colosso, a compiere degli scavi a Karnak, portando alla luce delle preziose statue, e nella Valle dei Re sulla riva opposta del Nilo. Qui scoprì la sua prima tomba, che verrà in seguito codificata con la sigla KV23, quella del faraone Ay, su cui incise in inglese: "scoperta da Belzoni-1816". A partire dal 1827 l'egittologo inglese John Gardner Wilkinson catalogò le tombe scoperte nella Valle secondo l'acronimo KV (Valley of the Kings), un sistema di numerazione che è ancora oggi in vigore. La nave partì accompagnata da una seconda imbarcazione dove c'era a bordo un pesante carico dei suoi reperti. Arrivò al Cairo il 15 dicembre 1816 e subito preparò il secondo viaggio.

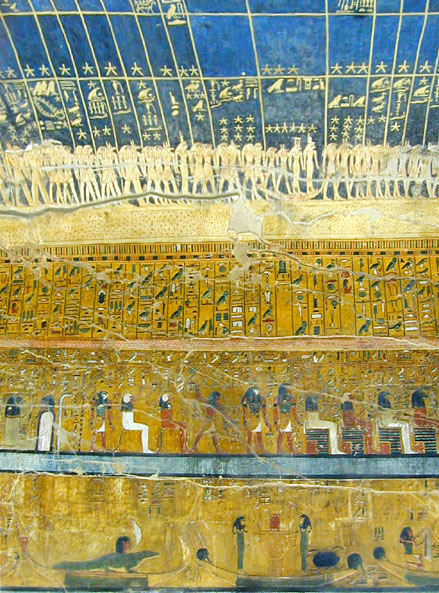
Un particolare della tomba di Seti I, detta anche Tomba Belzoni

### Secondo viaggio archeologico (20 febbraio 1817 - 21 dicembre 1817)
Il 20 febbraio ripartì alla volta di Karnak, dove portò alla luce un discreto numero di reperti, tra cui il sarcofago del faraone Ramesse III, che Salt avrebbe poi venduto al re Luigi XVIII di Francia e che si trova oggi al Louvre, e una statua in calcare della regina Ahmose Meritamon. A questo punto il governatore locale, istigato dall'oramai avverso Drovetti, gli proibì di continuare gli scavi. Decise allora di tornare ad Abu Simbel, dove riuscì finalmente a entrare nell'inviolato tempio al cui interno però non trovò tutti i tesori che si aspettava. L'eccezionale portata storica della scoperta non ebbe quindi alcun tornaconto economico.
Tornò nella zona di Tebe ed eseguì scavi nella Valle dei Re, dove scoprì delle importantissime tombe, fra le quali, il 18 ottobre 1817, la tomba di Seti I (KV17), padre di Ramesse II, una delle più belle e inviolate dell'intero Egitto, interamente decorata con splendidi bassorilievi e policromi affreschi, tanto da essere definita la Cappella Sistina egizia. La tomba viene tuttora chiamata "Tomba Belzoni". Lo splendido sarcofago del faraone, in alabastro traslucido, fu offerto al British Museum e a Drovetti, che rifiutarono l'offerta ritenendo il prezzo troppo alto. Nel 1824, dopo la sua morte, sarebbe stato acquistato dall'architetto John Soane, che lo fece installare nella "cripta" della sua abitazione-museo a Londra, dove ancora oggi si trova.
Prima di ritornare, cominciò la mappatura della tomba, l'inventario di quanto c'era al suo interno e l'esecuzione dei calchi grafici dei bassorilievi che gli sarebbero serviti per ricreare il sito in una mostra che organizzò a Londra. La tomba ha un'importanza tale che è oggi chiusa al pubblico; gli scempi che si sono succeduti dopo la scoperta, ad esempio l'asportazione dei bassorilievi, hanno indotto il governo egiziano a permettere l'entrata solo in rari eventi, come le visite di capi di Stato in Egitto.
Quando arrivò al Cairo nel dicembre del 1817 venne a sapere della morte di Burckhardt. Aveva da tempo progettato di svincolarsi da Salt, per potere gestire autonomamente il proprio lavoro e goderne il ricavato per intero.

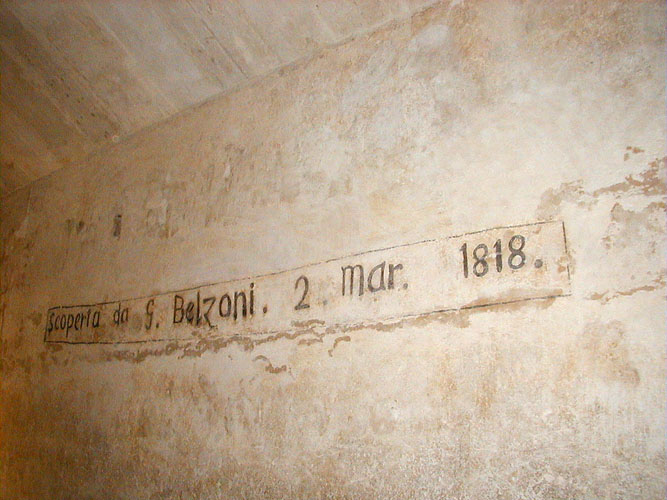
La firma di Belzoni all'interno della piramide di Chefren

Fu così che, durante il suo breve soggiorno, dopo aver ricevuto in prestito il denaro necessario, riuscì in un altro memorabile rinvenimento, scoprendo a Giza, nei pressi della capitale, l'ingresso della piramide di Chefren, la seconda per altezza dopo quella di Cheope. Riuscì nel suo intento dopo aver scrupolosamente studiato la struttura interna della vicina piramide di Cheope. Dacché troppo spesso altri si erano appropriati delle sue scoperte, lasciò la sua vistosissima firma, in italiano, all'interno della camera sepolcrale («Scoperta da G. Belzoni. 2. mar. 1818.»). Anche questa impresa, al pari di quella di Abu Simbel, si rivelò infruttuosa, poiché tutte le camere erano spoglie di ogni reperto di valore (in seguito sarebbe stata decifrata un'incisione araba trovata all'interno, secondo cui la piramide era già stata violata 600 anni prima dal figlio del famoso Saladino). L'impresa generò comunque in Inghilterra un entusiasmo tale che fu coniata una moneta di bronzo in suo onore, recante la sua effigie da un lato e la piramide dall'altro.

### Terzo viaggio archeologico (28 aprile 1818 - 18 febbraio 1819)

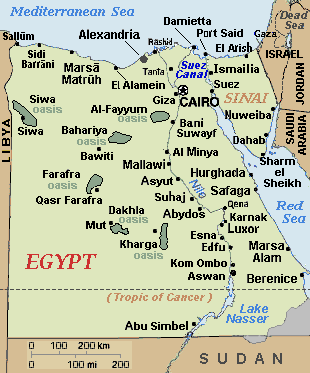
Mappa dell'Egitto in cui a sud-est compare Berenice

Ripartì subito dopo, accompagnato dal medico e artista Alessandro Ricci, le cui splendide illustrazioni del viaggio e dei reperti sarebbero state esibite in alcune mostre di successo e inserite nel libro con cui Belzoni raccontò le sue esplorazioni. Una volta arrivato a Tebe, constatò che Drovetti e Salt si erano spartiti l'esclusiva degli scavi dei siti archeologici più ricchi. Estromesso e relegato in una zona secondaria, fu comunque fortunato a trovare tra le altre poche cose una bellissima statua di Amenofi III. Terminò quindi l'inventario e la descrizione della tomba di Seti I con Ricci e, resosi conto che non gli era rimasto niente da fare in quella zona, partì alla volta di Berenice, un antico porto sul mar Rosso scoperto poco prima da un mineralogista francese. Risalì verso sud il Nilo sino a Edfu e da qui attraversò il deserto. Quando arrivò sul posto descritto dal transalpino si rese conto che le rovine altro non erano che quanto restava di un vecchio insediamento minerario; procedette quindi verso sud e arrivò a scoprire per primo la vera Berenice. Qui, per mancanza di viveri, dovette rimettersi sulla via del ritorno senza poter eseguire scavi approfonditi. Nuovamente aveva fatto una grande scoperta storica di cui non poteva godere i frutti. Il rapporto con Ricci fin dall'inizio fu conflittuale; questi mal sopportava il carattere vulcanico di Belzoni e una volta che tornarono a Tebe si separarono.

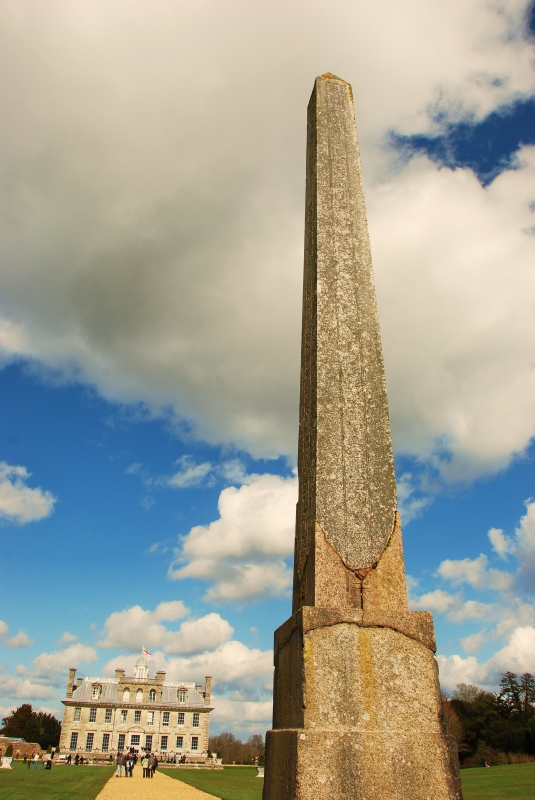
L'obelisco di File nella sua attuale locazione a Kingston Lacy, nel Dorset in Inghilterra

Quando giunse nuovamente a Tebe, incontrò Salt e il grande esploratore ed egittologo inglese William John Bankes che gli commissionarono il trasporto dal tempio di File fino a Luxor dell'obelisco di cui aveva preso possesso nel primo viaggio. Tale obelisco, scoperto nel 1815 dallo stesso Bankes, recava incise, oltre ai geroglifici, le corrispondenti frasi in greco antico; nel 1822, comparando queste incisioni, l'egittologo francese Champollion avrebbe avuto una decisiva verifica della sua decifrazione dei geroglifici. Belzoni riuscì a trasportare il monumentale reperto a Luxor e Drovetti, che da anni progettava di essere lui a portarlo in Europa, quando lo vide andò su tutte le furie arrivando alle mani con Belzoni. Drovetti era un personaggio troppo influente nella regione, tanto da essere anche il consigliere militare del pascià; con questo incidente Belzoni si rese conto che la sua carriera di esploratore in Egitto era finita.
La causa processuale che ne seguì fu lunga e, con i buoni uffici di Salt, si risolse in un nulla di fatto, ma costrinse Belzoni a trattenersi in Egitto anziché tornare subito in Europa come aveva programmato. Fu così che si mise ancora in viaggio, questa volta alla ricerca dell'oasi di Siwa dove si trovava il tempio dell'oracolo di Amon, famoso nell'antichità per aver predetto il futuro ad Alessandro Magno. Dopo aver attraversato il deserto, scoprì l'oasi di Bahariya, convinto si trattasse di quella di Siwa. Comunque anche qui non trovò alcunché di valore e anch'essa si rivelò un'altra di quelle spedizioni che misero a dura prova le sue finanze. Scavi effettuati nell'oasi di Bahariya attorno al 1990 avrebbero portato alla luce interessanti reperti.
Alla fine della sua avventura egiziana, oltre alle varie altre scoperte, aveva portato alla luce otto tombe nella sola Valle dei Re (dove in totale a tutt'oggi ne sono state scoperte 63):
| n.ro assegnato da Belzoni | Titolare               | Numerazione della Valle |
| ------------------------- | ---------------------- | ----------------------- |
| 1                         | Ay                     | KV23                    |
| 2                         | Amenofi IV?/Akhenaton? | KV25                    |
| 3                         | Ramses I               | KV16                    |
| 4                         | (due mummie femminili) | KV21                    |
| 5                         | Mentuherkhepeshef      | KV19                    |
| 6                         | Seti I                 | KV17                    |
| 7                         | (non noto)             | KV30                    |
| 7 (sic)                   | (non noto)             | KV31                    |

### Ritorno in Europa
Una volta che si concluse il processo e che ebbe ultimato i preparativi, lasciò l'Egitto nel settembre del 1819 e arrivò a Padova nei primi di dicembre. Qui le accoglienze furono enormi. L'eco delle sue imprese e le due statue che regalò alla municipalità spinsero i governanti ad attribuirgli grandi onori, tra cui il conio di una medaglia commemorativa. Le statue rappresentano due sfingi che sono ancora oggi custodite nel Palazzo della Ragione in città. Strinse amicizia con l'architetto neoclassico Giuseppe Jappelli, dandogli l'ispirazione per il progetto della sala egiziana nel famoso caffè Pedrocchi. Nel museo archeologico di Padova gli sono state dedicate due sale egizie che contengono alcuni dei suoi reperti. Dopo due soli mesi si imbarcò per Londra, dove arrivò il 31 marzo 1820.
Si mise subito a scrivere un libro sui suoi viaggi in Egitto, che intitolò "Narrative of the Operations and Recent Discoveries Within the Pyramids, Temples, Tombs and Excavations in Egypt and Nubia and of a Journey to the Coast of the Red Sea, in search of the ancient Berenice; and another to the Oasis of Jupiter Ammon". Fu pubblicato verso la fine del 1820 ed era corredato da splendidi acquarelli e mappe, la maggior parte disegnate da Ricci e altre di sua stessa fattura; il libro ebbe un grande successo, presto furono stampate nuove edizioni e venne tradotto in francese, tedesco e italiano. Organizzò poi una grande mostra dei reperti che aveva portato dall'Egitto e della riproduzione della tomba di Seti I, eseguita usando i calchi grafici che aveva preso. A Londra era diventato famoso ed ebbe accesso ai salotti più esclusivi. Entrò nella loggia massonica dell'arca reale, di cui faceva parte anche il duca di Sussex. Nel 1822 fu invitato in Russia e a San Pietroburgo fu accolto con grandi onori dallo zar Alessandro I in persona, il quale gli regalò un prezioso anello con un topazio.
La vendita dei reperti e il successo del suo libro e delle mostre coprirono a stento i grandi debiti che aveva contratto; troppi erano stati i siti le cui scoperte gli avevano procurato gloria ma che, non avendo trovato niente di prezioso, avevano prosciugato le sue finanze. La sua sete di avventure e il bisogno di denaro lo spinsero ad accettare l'offerta che nel 1823 l'associazione africana di Londra gli fece per compiere una spedizione alla ricerca delle sorgenti del Niger. Questo fiume era pressoché sconosciuto agli europei ed era stato raggiunto per la prima volta pochi anni prima dal grande esploratore scozzese Mungo Park, che vi aveva rinvenuto l'antica città di Timbuctù poco prima di morire sul fiume stesso. Da anni questa associazione si era posta come obiettivi primari la scoperta delle sue sorgenti e della leggendaria Timbuctù. Burckhardt era morto alla vigilia della sua partenza per una spedizione, finanziata dall'associazione, che si proponeva di arrivarci da oriente.

### Il viaggio in Africa occidentale e la morte
Partì nell'aprile del 1823 e si diresse dapprima in Marocco, da dove pensava di attraversare il deserto per arrivare a Timbuctù. Raggiunse Fez dove incontrò il sovrano, che gli diede il permesso di attraversare i suoi territori e una scorta. Ma quando intraprese il viaggio si rese conto dell'eccessiva ostilità delle popolazioni indigene e tornò indietro. Decise allora di raggiungere Timbuctù dal sud, navigando da Gibilterra fino alla costa equatoriale del golfo del Benin, per poi recarsi via terra nella capitale dell'antico Regno del Benin, l'odierna Benin City in Nigeria e chiedere al locale sovrano i permessi e un'imbarcazione per risalire il fiume Niger.
Ma, poco dopo essere sbarcato in Africa, morì di dissenteria il 3 dicembre 1823 nel porto fluviale di Gwato (Ughoton, Nigeria), circa 40 km prima di Benin City. Il signor Houtson, che lo accompagnava in questa spedizione, lo fece seppellire ai piedi di un albero alla periferia di Gwato e sulla tomba fece apporre un'epigrafe recante il nome e la data di morte del Belzoni. Fece anche scrivere la seguente preghiera: "Il gentiluomo che ha messo questa epigrafe sulla tomba del celebrato e intrepido viaggiatore spera che ogni europeo che visiti questo posto faccia pulire il terreno e riparare lo steccato intorno, se necessario". Un viaggiatore europeo che tornò sul luogo circa quarant'anni dopo non trovò nient'altro che l'albero.

## Giudizi critici

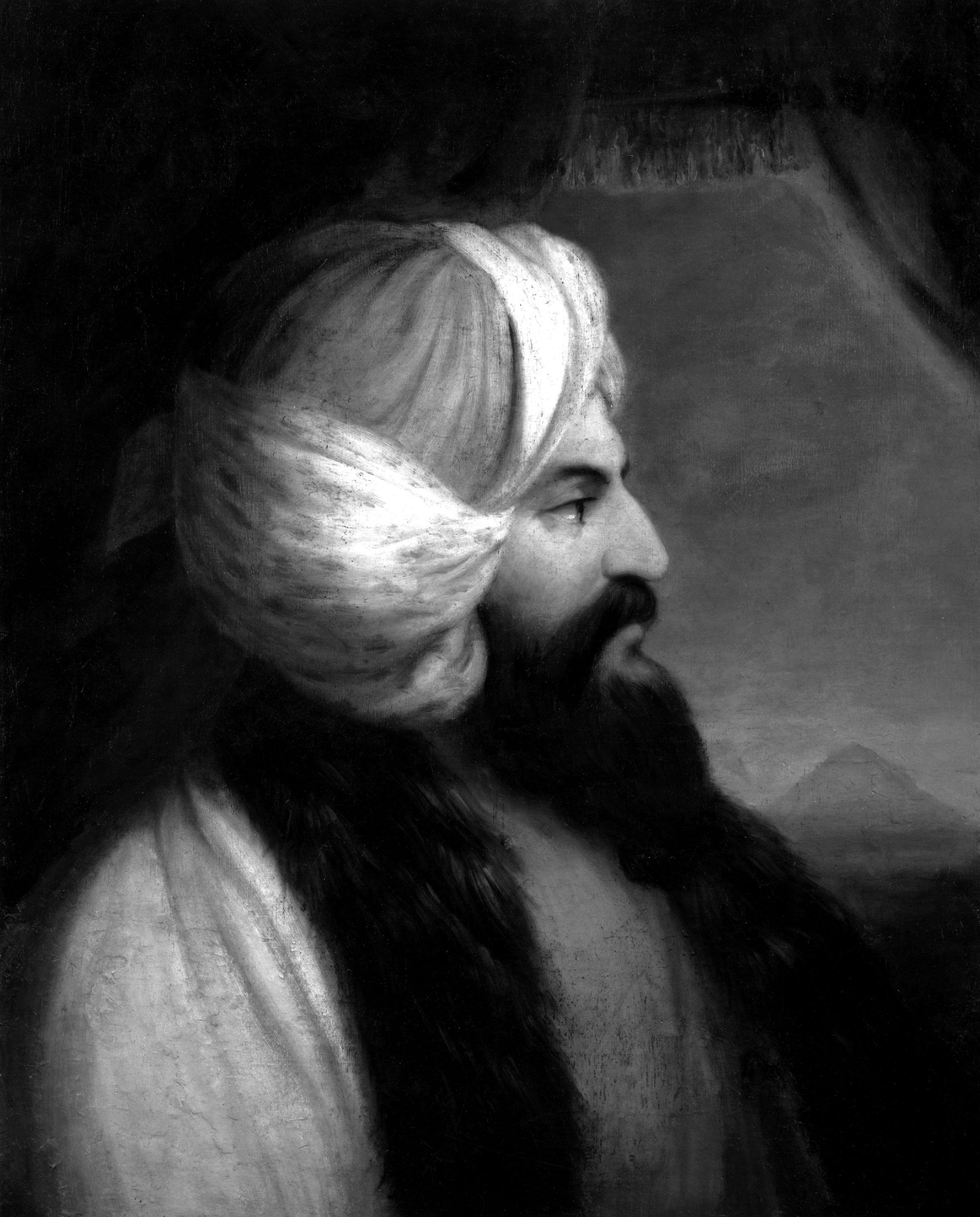
Giovanni Battista Belzoni in un ritratto di William Brockedon alla National Portrait Gallery (Londra)

Il suo operato fu oggetto di giudizi controversi. I suoi detrattori lo accusarono di usare metodi troppo rudi nell'esecuzione dei suoi primi scavi. Le moderne tecniche archeologiche sono effettivamente più attente alla preservazione dei reperti, ma le critiche rivoltegli, in realtà, non tengono conto del contesto storico in cui Belzoni operò. Erano i primi tempi in cui gli europei avevano accesso agli scavi egiziani, e i primi che li eseguirono più che archeologi erano avventurieri disposti a tutto pur di arricchirsi. Belzoni fu molto diverso e si distinse per l'ordine e la metodicità con cui eseguì gli scavi. Lo stesso celebrato Champollion asportò parte dei bassorilievi dalla tomba di Seti I, laddove Belzoni si limitò a prenderne i calchi grafici. Gli fu riconosciuto un grande scrupolo nell'attribuzione delle date di fabbricazione dei reperti e redasse la descrizione delle sue scoperte, anche di quelle tombe al cui interno non trovò niente, con estrema precisione e obiettività.
Si era guadagnato il rispetto delle popolazioni locali, non solo a causa del suo carattere e della sua forza, ma anche per la considerazione che aveva per gli usi e costumi del posto; imparò la lingua e usava indossare abiti locali, facendosi crescere una lunga barba di foggia araba. Tutto ciò lo aiutò a convincere i locali manovali a lavorare duramente, cosa a cui non erano abituati e che nessuno dei suoi colleghi europei del tempo era riuscito a ottenere.
Il suo carattere vulcanico e indipendente lo portò a rompere le amicizie influenti che si era fatto in Egitto (Drovetti, Salt, il console generale di Svezia); voleva brillare di luce propria e non amava essere considerato un agente dei consoli europei. Ciò comportò da una parte la possibilità di autogestirsi il lavoro e godersi la fama delle sue scoperte, che altrimenti sarebbero state attribuite a quelli, ma dall'altra portò al suo isolamento. Se Drovetti e Salt avevano alle spalle i potenti mezzi della Francia e dell'Impero britannico, Belzoni, staccandosi da loro, dovette richiedere grossi prestiti personali che lo rovinarono finanziariamente. Inoltre, dato che gli scavi garantivano enormi guadagni, i due consoli lo ostacolarono, costringendolo ad andarsene.
Lo storico britannico Richard J. Evans, nel suo ultimo lavoro, introduce il capitolo relativo ai crimini commessi dall'imperialismo europeo ottocentesco analizzando l’operato di Belzoni in Egitto.

## Influenza culturale
Nonostante le sue numerose e importanti scoperte per conto soprattutto dei britannici, Belzoni non è stato particolarmente celebrato e il suo nome è ricordato solo in pochi libri, anche se molti reperti custoditi nel British Museum di Londra recano la sua firma. Nel campo dell'archeologia egizia fu considerato per lungo tempo un modello da imitare dagli esploratori che lo seguirono e molti furono gli esperti e i critici di egittologia che lo stimarono e lo additarono come esempio.
Il poeta inglese Percy Bysshe Shelley trasse ispirazione dal grande busto di Ramesse II al British Museum per comporre il sonetto Ozymandias. Belzoni è stato inoltre fonte di ispirazione per la creazione da parte di George Lucas del celebre personaggio Indiana Jones, spavaldo archeologo avventuriero interpretato da Harrison Ford per i film di Steven Spielberg.

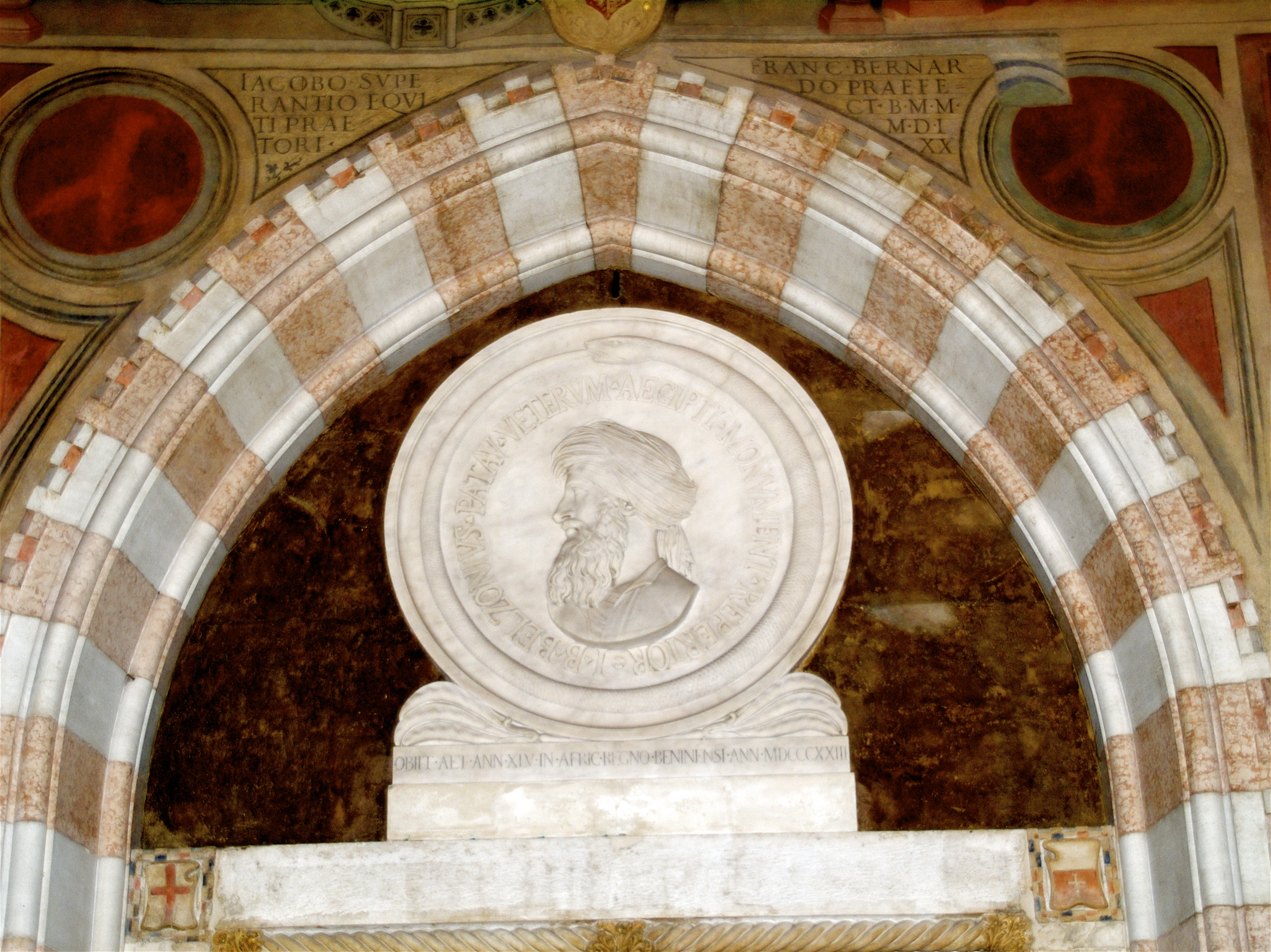
Palazzo della Ragione a Padova, medaglione in marmo raffigurante Belzoni

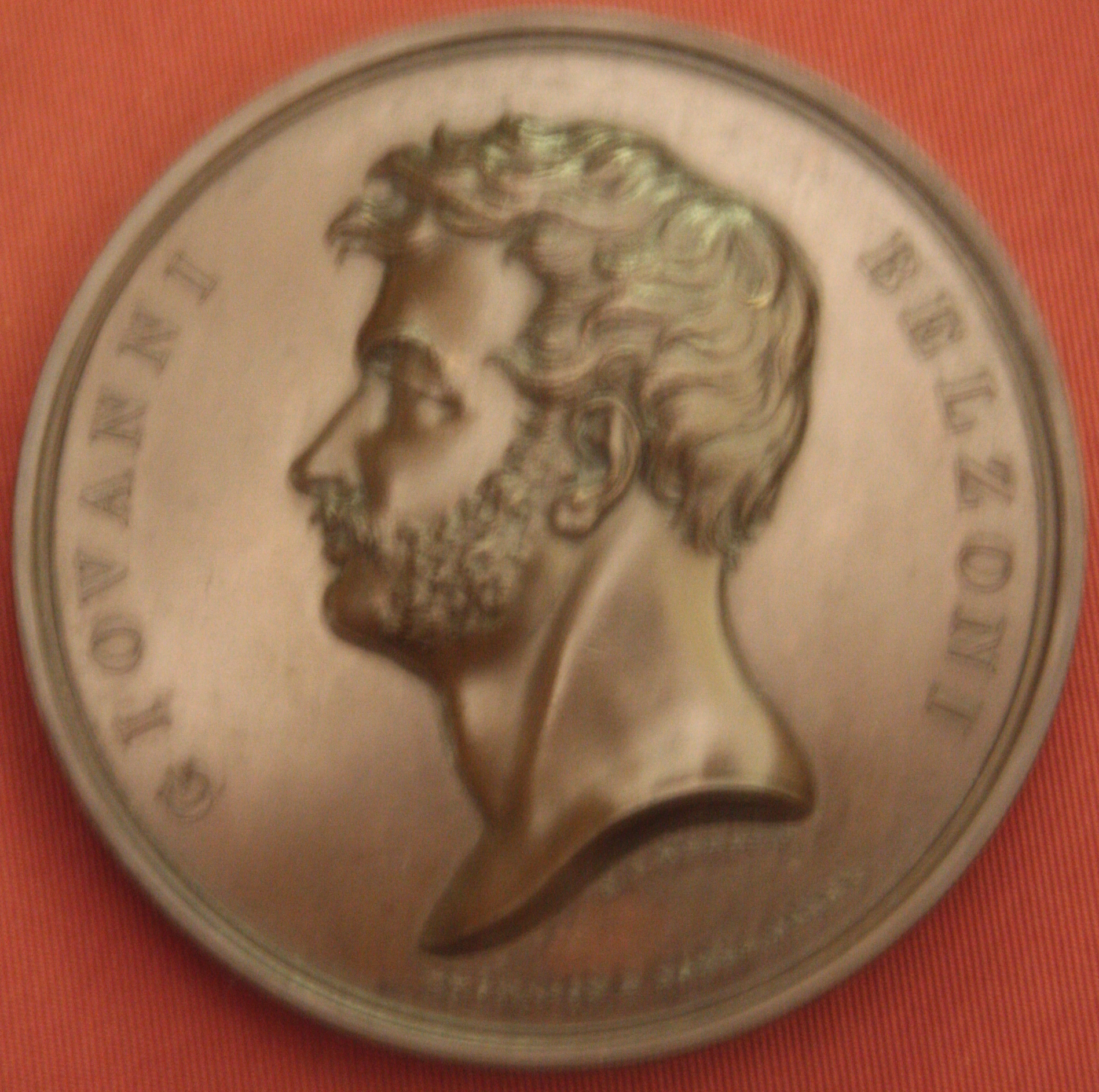
Medaglia con l'immagine di Belzoni, esposta al British Museum

## Riconoscimenti
Tra le varie iniziative della città di Padova per onorare Belzoni, il suo nome è stato dato alla via dove nacque e, nel 1882, a un istituto tecnico per geometri cittadino. Nel Palazzo della Ragione è stato affisso il medaglione in marmo che lo raffigura, eseguito dallo scultore locale Rinaldo Rinaldi. Nella sala egizia del Museo archeologico di Padova, dove si trovano reperti donati da Belzoni alla città, è stata ricavata una postazione multimediale dedicata alla sua vita. Una medaglia in bronzo con il suo ritratto è esposta al British Museum di Londra.

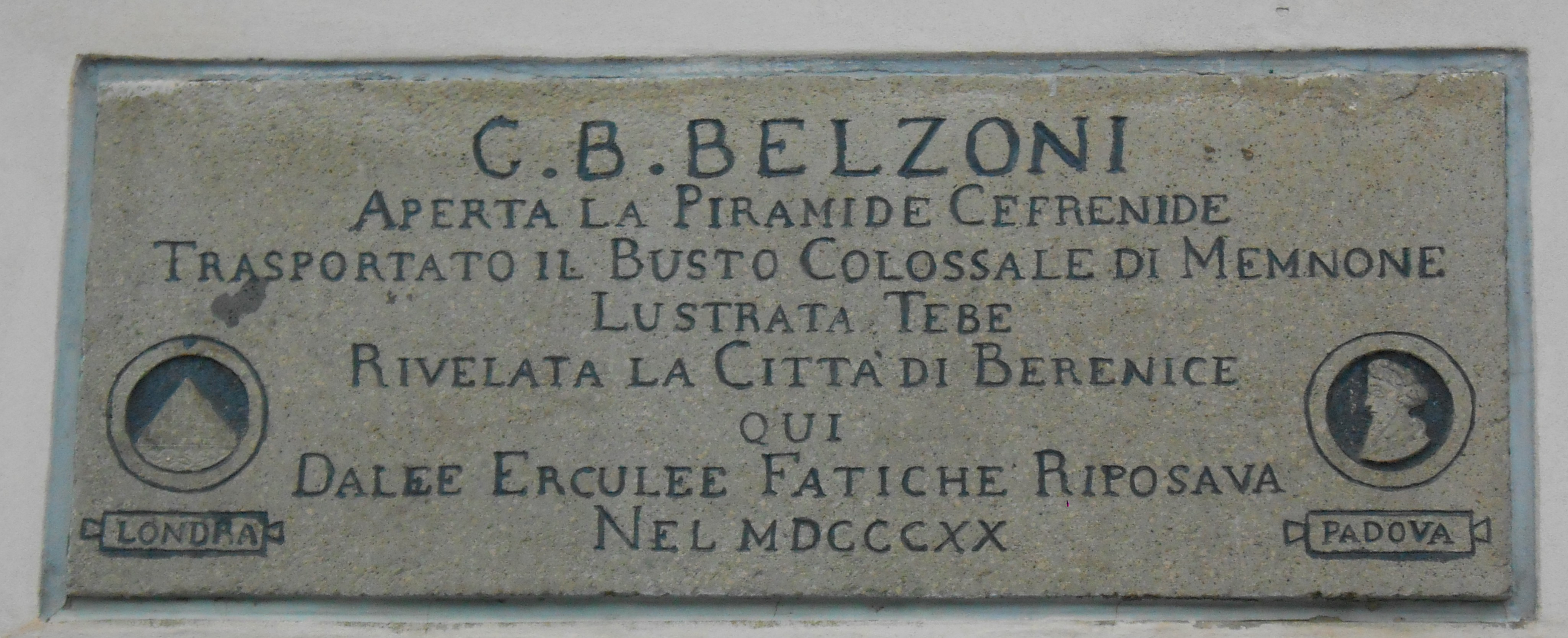
Giovanni Battista Belzoni lapide a Monselice

Tra i vari comuni che hanno strade a lui intitolate vi sono Roma, Mirano, Castelfranco Veneto, Campodarsego e Monselice, che gli ha dedicato anche una targa. Una città del Mississippi porta il suo nome. Il nº 10 dei romanzi a fumetti Bonelli della Sergio Bonelli Editore, pubblicato nel novembre 2013 e intitolato Il grande Belzoni, ricostruisce romanzescamente la sua vita. Un busto in creta che lo raffigura è stato inaugurato a Luxor nel 2017, per il bicentenario della sua scoperta dell'ingresso al tempio di Abu Simbel.

## Filmografia
- Il documentario di 50 minuti The Great Belzoni sulla sua vita fu realizzato nel 1995 dalla Atlantic Productions in associazione con Discovery Channel per la mini-serie Seekers of the Lost Treasure. Il filmato è in lingua inglese e la voce del narratore è di Jeremy Irons.
- Belzoni è stato interpretato da Matthew Kelly nel 2005 per il docu-drama della BBC Egypt, della durata di due ore.

### Opere di Belzoni
- (EN) Narrative of the Operations and Recent Discoveries Within the Pyramids, Temples, Tombs and Excavations in Egypt and Nubia and of a Journey to the Coast of the Red Sea, in search of the ancient Berenice; and another to the Oasis of Jupiter Ammon, Londra, John Murray, 1820 (ediz. 1835 consultabile online)
- (EN) Description of the Egyptian Tomb, Discovered by G. Belzoni, Londra, Murray, 1821
- Viaggi in Egitto e Nubia contenenti il racconto delle ricerche e scoperte archeologiche fatte nelle piramidi, nei templi, nelle rovine e nelle tombe di questi paesi seguiti da un altro viaggio lungo la costa del Mar Rosso e all'Oasi di Giove Ammone, Milano, Sonzogno, 1825-1826, tomo primo, tomo secondo, tomo terzo, tomo quarto.

### Pubblicazioni su Belzoni
- (EN) Sarah Atkins, Fruits of Enterprize Exhibited in the Travels of Belzoni in Egypt and Nubia, II edizione, London, 1824.
- (EN) Colin Clair, Strong Man Egyptologist: Being the Dramatized Story of Giovanni Belzoni, Oldbourne, 1957.
- Romain Rainero, BELZONI, Giovanni Battista, in Dizionario biografico degli italiani, vol. 8, Roma, Istituto dell'Enciclopedia Italiana, 1966.
- Luigi Montobbio, Giovanni Battista Belzoni: la vita i viaggi le scoperte, Edizioni Martello, 1984.
- Gianluigi Peretti, Belzoni: viaggi, imprese, scoperte e vita, Padova, Edizioni GB, 2002.
- (EN) Stanley Mayes, The Great Belzoni: The Circus Strongman Who Discovered Egypt's Treasures, Tauris Parke Paperbacks, 2006.
- Marco Zatterin, Il gigante del Nilo. Storia e avventure del Grande Belzoni, Collezione Le Scie, Milano, Mondadori, 2000. - Biblioteca Storica, Il Mulino, Bologna, 2008, pp. 387.
- Walter Venturi, Il Grande Belzoni, Romanzi a Fumetti n.10, Milano, Sergio Bonelli Editore, 2013,  p. 272.
- Vincenzo Cùnsolo e Gianfranco Maritan, Sulle orme di Belzoni Itinerari veneti storico-territoriali, Padova, Valentina Editrice, 2020.
- Massimo Riva, A Real Fantasmagoria: The Great Belzoni's Show, Stanford University Press, 2022
- Vincenzo Cùnsolo e Gianfranco Maritan, Sulle orme di Belzoni, edizione del bicentenario della morte di G.B. Belzoni, Padova, Valentina Editrice, 2023
- Vincenzo Cùnsolo, L'ultimo viaggio di un esploratore appassionato, Padova, Imprimenda editrice, 2023

Biografie
- (EN) Stanley Mayes, The Great Belzoni: The Circus Strongman Who Discovered Egypt's Treasures, 2ª ed., Londra, Tauris Parke Paperbacks, 2006. (1ª ediz. 1959);
- (EN) Ivor Noël Hume, Belzoni: The Giant Archaeologists Love to Hate, University of Virginia Press, 2011.